# Krušar
Krušar (em cirílico: Крушар) é uma vila da Sérvia localizada no município de Ćuprija, pertencente ao distrito de Pomoravlje, na região de Veliko Pomoravlje. A sua população era de 1280 habitantes segundo o censo de 2011.

## Demografia
| 1948 | 1953 | 1961 | 1971 | 1981 | 1991 | 2002 | 2011 |
| ---- | ---- | ---- | ---- | ---- | ---- | ---- | ---- |
| 2092 | 2150 | 2144 | 2072 | 2070 | 1954 | 1546 | 1280 |